# SD Gundam: G Next
SD Gundam: G Next est un jeu vidéo de stratégie développé et édité par Bandai en décembre 1995 sur Super Nintendo. C'est une adaptation en jeu vidéo de la série basée sur l'anime Mobile Suit Gundam et notamment Super Deformed Gundam. Ce jeu a connu une extension appelée SD Gundam: G Next - Unit and map collection,.